# Castelo de Braga

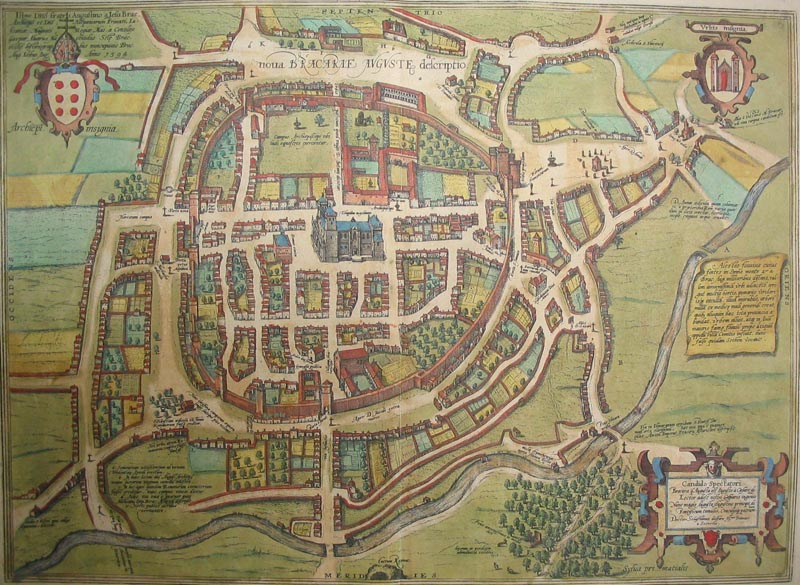
Cidade de Braga: iconografia do século XVI. Vê-se o Castelo de Braga no canto superior direito da muralha.

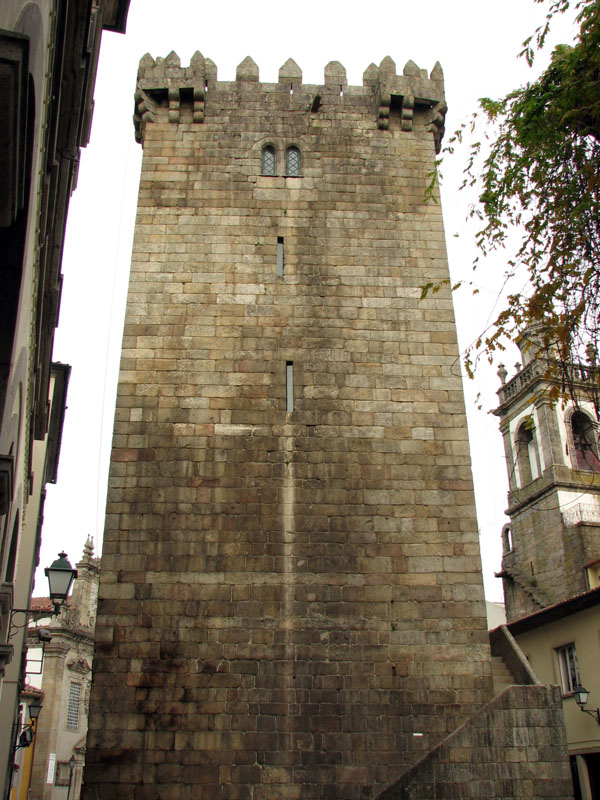
Castelo de Braga: torre de menagem.

O Castelo de Braga, ou Castelo e Cerca Urbana de Braga, localizava-se na freguesia de Braga (São José de São Lázaro e São João do Souto), cidade e município de Braga, distrito do mesmo nome, em Portugal.
Cidade com mais de dois mil anos de história, importante centro administrativo — civil e religioso —, as suas defesas, atravessaram diversas fases construtivas.
Do castelo construído no reinado de D. Dinis, subsiste apenas a Torre de Menagem. A cerca urbana possuía cinco torres, das quais restam apenas duas, a Torre de Santiago e a de São Sebastião, e oito portas, das quais restam duas, a de Santiago e a Porta Nova.
O que subsiste do Castelo de Braga, a Torre de Menagem e o Arco da Porta Nova, está classificado como Monumento Nacional desde 1910.

## História

### Antecedentes
O astrónomo e geógrafo grego Claudius Ptolemeu (c. 85–c. 165), em meados do século II, referiu na sua obra — Geografia (8 v.) —, que a cidade de Bracara Augusta era anterior à Invasão romana da Península Ibérica. A recente pesquisa arqueológica, conduzida pela Universidade do Minho, identificou uma cerca defensiva com planta poligonal, reforçada por torreões de planta semi-circular, que remonta ao século III.
À época das invasões bárbaras, por sua importância e tradição, a cidade foi escolhida como capital do reino dos Suevos, acreditando-se que tenha diminuído de importância quando da sua conquista pelos Visigodos e de seu saque pelos Muçulmanos, e mesmo mais tarde, quando conquistada pelas forças cristãs do reino de Leão.
Embora não existam informações seguras sobre a evolução de suas defesas nestes períodos conturbados, sabe-se que, a partir do século XI, uma segunda cerca estava em construção, a Sul e a Oeste, complementando o troço Norte da antiga muralha romana. Sabe-se ainda que em 1145, o arcebispo de Braga, João Peculiar (1139–1175), garantiu aos cavaleiros da Ordem dos Templários uma importante casa na cidade.

### O castelo medieval
A partir do século XIII, uma nova fase construtiva se inaugurou, com o abandono do troço norte da muralha romana e um crescimento da urbe em torno da Sé-Catedral. Existem poucas informações acerca desta fase, tão somente as de que, sob o reinado de D. Dinis (1279-1325), se iniciou uma nova cerca, complementada por uma torre de menagem. As obras progrediram com lentidão e, no reinado de D. Fernando (1367-1383), a nova cerca mostrou-se ineficaz, permitindo a invasão da cidade por tropas de Castela na década de 1370. Durante a crise de 1383-1385, Braga, juntamente com outras cidades do norte de Portugal, manteve-se fiel ao partido de Castela. Entretanto, tendo o novo soberano sido aclamado nas Cortes de Coimbra de 1385, a cidade franqueou-lhe as portas. D. João I (1385-1433) também dispensou cuidados a essa defesa, a partir de quando a cerca foi reforçada com novas torres, de planta quadrangular.

### Do século XVI aos nossos dias
A partir do século XVI, entretanto, a perda da sua função defensiva era comprovada pela quantidade de edificações adossadas à cerca, pelo exterior.
Em 15 de novembro de 1905, o Castelo de Braga foi demolido, menos a Torre de Menagem, evento transformado em festa popular com um cortejo encabeçado por bandas de música e por muito povo, e por algumas das figuras mais proeminentes da cidade, a quem os manifestantes aclamavam delirantemente, chegando ao delírio quando principiou a demolição da muralha.
Mais tarde, a Torre de Menagem e alguns troços da muralha medieval foram classificados como Monumento Nacional por Decreto publicado em 24 de Junho de 1910.

## Características
A partir do século XIII a cerca da cidade passou a apresentar planta aproximadamente circular. A combinação entre a pesquisa arqueológica e a documental permite reconstruir o seu traçado em linhas gerais, embora se desconheça a localização precisa das portas (das quais se tem notícia de, ao menos, quatro) e das torres. A partir da chamada Porta Nova, construção setecentista que substituiu uma das suas primitivas portas, corria a nor-nordeste pelo traçado da Rua dos Biscainhos, balizava pelo norte o então chamado Campo da Vinha, e virando a sueste pelo traçado da Rua dos Capelistas ia entestar com a muralha propriamente do castelo, após o que, volvendo sucessivamente a sudoeste, ao sul, a nordeste e de novo ao norte, passava pelo Campo e Torre de São Tiago, Largo das Carvalheiras e Largo de São Miguel-o-Anjo, para concluir na Porta Nova.
A leste, a torre de menagem, é o principal remanescente do castelo erguido sob o reinado de D. Dinis. De planta quadrada, em estilo gótico, ergue-se a aproximadamente trinta metros de altura, dividida internamente em três pavimentos. No alto, uma janela geminada e matacães nos vértices. No topo uma coroa de ameias. Na torre e no alçado oeste, as pedras-de-armas de D. Dinis.